# Garður
Garður est une localité islandaise située sur la péninsule de Reykjanes, au sud-ouest de l'île, dans la région de Suðurnes. En 2011, la localité comptait 1452 habitants.
En 2018, la municipalité fusionne avec Sandgerði pour former la nouvelle municipalité de Suðurnesjabær.

## Démographie
Évolution de la population :
2011 : 1452
2022 : 1515